# Manay
Manay ist eine Großraumgemeinde in der Provinz Davao Oriental und liegt auf der Insel Mindanao auf den Philippinen. Sie hat 42.690 Einwohner (Zensus 1. August 2015), die in 17 Barangays leben. Sie gehört zur zweiten Einkommensklasse der Gemeinden auf den Philippinen und wird als partiell urbanisiert beschrieben.
Die Gemeinde Manay liegt an der Ostküste der Insel Mindanao ca. 54 km nördlich der Provinzhauptstadt Mati City und ist über die Küstenstraße von dort erreichbar. Die Gemeinde belegt eine Fläche von 540,51 km².

## Barangays
Die Großraumgemeinde ist in 17 Barangays unterteilt.
| - Capasnan - Cayawan - Central (Pob.) - Concepcion - Del Pilar - Guza - Holy Cross - Mabini - Manreza | - Old Macopa - Rizal - San Fermin - San Ignacio - San Isidro - Taocanga - Zaragosa - Lambog |